# 迁陵镇
迁陵镇，是中华人民共和国湖南省湘西土家族苗族自治州保靖县下辖的一个乡镇级行政单位。

## 行政区划
迁陵镇下辖以下地区：
风筝坪社区、二月坡社区、大月坡社区、沙水井社区、朝阳社区、喜鹊溪社区、竹子坪社区、龙溪坪村、团结村、东风村、通坝村、要坝村、泗溪村、三联村、昂家村、大田村、花井村、腊水村、牛角山村、杨家村和梭西村。